# Anna Branicka
Anna z Branickich Lubomirska z Ruszczy (ur. 1562 w Krakowie, zm. 9 stycznia 1639 w Wiśniczu) – posiadaczka starostwa dobczyckiego w 1585 roku.

## Życiorys
Była córką Grzegorza Branickiego i Katarzyny z Kotwiczów z Gawłowa herbu Kotwicz (zm. 1588 r.). W 1581 poślubiła Sebastiana Lubomirskiego. Z tego małżeństwa na świat przyszło ośmioro dzieci: synowie Stanisław Lubomirski wojewoda krakowski, i Joachim (1588-1610) starosta dobczycki, najstarsza córka Katarzyna Lubomirska (1582-1611) została wydana za mąż za Janusza Ostrogskiego, Anna została zakonnica w klasztorze benedyktynek w Staniatkach, Zofia poślubiła Mikołaja Oleśnickiego, Barbara wyszła za mąż za Jana Zebrzydowskiego a Krystyna została żoną Stanisława Koniecpolskiego hetmana wielkiego koronnego. Po śmierci męża Anna mieszkała w Dobczycach i w Wiśniczu zajmując się wychowaniem dzieci i działalnością dobroczynną
Anna Branicka w latach 1623-1634 za sumę 65 tysięcy złotych była fundatorką klasztoru dominikanek na Gródku w Krakowie wraz z kościoła pod wezwaniem Matki Boskiej Śnieżnej. Wspierała finansowo Dominikanów w Bochni i Karmelitów Bosych w Wiśniczu. Zmarła na zamku w Wiśniczu została pochowana obok męża w rodzinnej kaplicy grobowej, której była współfundatorką w latach 1605-1610 w kościele Dominikanów w Krakowie. W kaplicy tej znajduje się jeden z zachowanych portretów Anny, drugi przechowują siostry Dominikanki.